# Бичурское сельское поселение
Се́льское поселе́ние «Бичурское» (бур. Бэшүүрын hомон) — муниципальное образование в Бичурском районе Бурятии Российской Федерации.
Административный центр — село Бичура.

## История
Статус и границы сельского поселения установлены Законом Республики Бурятия от 31 декабря 2004 года № 985-III «Об установлении границ, образовании и наделении статусом муниципальных образований в Республике Бурятия»

## Население
| 2002  | 2011  | 2012  | 2013  | 2014  | 2015  | 2016  |
| ----- | ----- | ----- | ----- | ----- | ----- | ----- |
| 5840  | ↗9963 | ↘9847 | ↘9740 | ↘9624 | ↘9568 | ↘9523 |
| 2017  | 2018  | 2019  | 2020  | 2021  | 2023  | 2024  |
| ↘9501 | ↘9416 | ↘9365 | ↘9290 | ↗9419 | ↘9308 | ↗9358 |

## Состав сельского поселения
| № | Населённый пункт | Тип населённого пункта       | Население |
| - | ---------------- | ---------------------------- | --------- |
| 1 | Бичура           | село, административный центр | ↘8728     |
| 2 | Сахарный Завод   | посёлок                      | ↘854      |